# Олександрівська сільська рада (Олександрійський район)
| Олександрівська сільська рада — колишній орган місцевого самоврядування у Олександрійському районі Кіровоградської області з адміністративним центром у с. Олександрівка. Сільській раді підпорядковані населені пункти: - с. Олександрівка - с. Сонине |

## Склад ради
Рада складається з 16 депутатів та голови.

### Керівний склад ради
| ПІБ                        | Основні відомості                                                                                     | Дата обрання | Дата звільнення |
| -------------------------- | --- | ------------ | --------------- |
| Ніколенко Тамара Борисівна | Сільський голова, 1952 року народження, освіта, член Соціал-демократичної партії України (об'єднаної) | 26.03.2006   | 31.10.2010      |
| Ніколенко Тамара Борисівна | Сільський голова, 1952 року народження, освіта вища, позапартійна                                     | 31.10.2010   | 25.10.2015      |

Примітка: таблиця складена за даними джерела

## Населення
Згідно з переписом УРСР 1989 року чисельність наявного населення села становила 1050 осіб, з яких 448 чоловіків та 602 жінки.
За переписом населення України 2001 року в селі мешкали 964 особи.

### Мова
Розподіл населення за рідною мовою за даними перепису 2001 року:
| Мова       | Відсоток |
| ---------- | -------- |
| українська | 96,17 %  |
| російська  | 2,07 %   |
| молдовська | 0,62 %   |
| вірменська | 0,31 %   |
| білоруська | 0,21 %   |
| румунська  | 0,10 %   |
| угорська   | 0,10 %   |
| інші       | 0,42 %   |